# Campionati europei di atletica leggera 1938 - 100 metri piani maschili
I 100 metri piani maschili ai campionati europei di atletica leggera 1938 si sono svolti il 3 settembre 1938.

## Podio
| Oro     | Martinus Osendarp Paesi Bassi |
| Argento | Orazio Mariani Italia         |
| Bronzo  | Lennart Strandberg Svezia     |

## Risultati

### 1º turno
Passano alle semifinali i primi tre atleti di ogni batteria (Q).

#### Batteria 1
| Posizione | Nome              | Nazionalità   | Tempo | Note |
| --------- | ----------------- | ------------- | ----- | ---- |
| 1         | Martinus Osendarp | Paesi Bassi   | 10"5  | Q    |
| 2         | Julien Saelens    | Belgio        | 10"6  | Q    |
| 3         | Ernest Page       | Gran Bretagna | 10"7  | Q    |
| 4         | Lennart Lindgren  | Svezia        | 10"8  |      |
| 5         | Jean Jourdian     | Francia       | 10"9  |      |

#### Batteria 2
| Posizione | Nome               | Nazionalità   | Tempo | Note |
| --------- | ------------------ | ------------- | ----- | ---- |
| 1         | Lennart Strandberg | Svezia        | 10"6  | Q    |
| 2         | Arthur Sweeney     | Gran Bretagna | 10"7  | Q    |
| 3         | Erik Sjøvall       | Norvegia      | 10"7  | Q    |
| 4         | François Mersch    | Lussemburgo   | 10"7  |      |
| 5         | Bernard Zaslona    | Polonia       | 10"9  |      |
| 6         | Xaver Frick        | Liechtenstein | 12"5  |      |

#### Batteria 3
| Posizione | Nome                | Nazionalità | Tempo | Note |
| --------- | ------------------- | ----------- | ----- | ---- |
| 1         | Wijnand van Beveren | Paesi Bassi | 10"6  | Q    |
| 2         | Bernard Marchand    | Svizzera    | 10"7  | Q    |
| 3         | Gyula Gyenes        | Ungheria    | 10"7  | Q    |
| 4         | Dieudonné Devrint   | Belgio      | 10"7  |      |

#### Batteria 4
| Posizione | Nome           | Nazionalità | Tempo | Note |
| --------- | -------------- | ----------- | ----- | ---- |
| 1         | Orazio Mariani | Italia      | 10"5  | Q    |
| 2         | József Sir     | Ungheria    | 10"7  | Q    |
| 3         | Manfred Kersch | Germania    | 10"7  | Q    |
| 4         | Paul Hänni     | Svizzera    | 10"8  |      |
| 5         | Jean Fusil     | Francia     | 11"2  |      |

### Semifinali
Passano alle semifinali i primi tre atleti di ogni batteria (Q).

#### Semifinale 1
| Posizione | Nome               | Nazionalità   | Tempo | Note |
| --------- | ------------------ | ------------- | ----- | ---- |
| 1         | Lennart Strandberg | Svezia        | 10"5  | Q    |
| 2         | Martinus Osendarp  | Paesi Bassi   | 10"7  | Q    |
| 3         | Bernard Marchand   | Svizzera      | 10"7  | Q    |
| 4         | Manfred Kersch     | Germania      | 10"7  |      |
| 5         | Ernest Page        | Gran Bretagna | 10"8  |      |
| 6         | Gyula Gyenes       | Ungheria      | 10"8  |      |

#### Semifinale 2
| Posizione | Nome                | Nazionalità   | Tempo | Note             |
| --------- | ------------------- | ------------- | ----- | ---------------- |
| 1         | Orazio Mariani      | Italia        | 10"4  | Q                |
| 2         | Wijnand van Beveren | Paesi Bassi   | 10"4  | Q                |
| 3         | Arthur Sweeney      | Gran Bretagna | 10"5  | Q                |
| 4         | Julien Saelens      | Belgio        | 10"6  | Record nazionale |
| 5         | József Sir          | Ungheria      | 11"0  |                  |
| 6         | Erik Sjøvall        | Norvegia      | 11"0  |                  |

### Finale
| Pos.    | Nome                | Nazionalità   | Tempo | Note |
| ------- | ------------------- | ------------- | ----- | ---- |
| Oro     | Martinus Osendarp   | Paesi Bassi   | 10"5  |      |
| Argento | Orazio Mariani      | Italia        | 10"6  |      |
| Bronzo  | Lennart Strandberg  | Svezia        | 10"6  |      |
| 4       | Wijnand van Beveren | Paesi Bassi   | 10"6  |      |
| 5       | Arthur Sweeney      | Gran Bretagna | 11"0  |      |
| 6       | Bernard Marchand    | Svizzera      | 11"2  |      |